# Kevin Mendieta
Kevin Roque Mendieta (* 7. Februar 2003) ist ein paraguayischer Hürdenläufer, der sich auf die 110-Meter-Distanz spezialisiert hat und aktuell Inhaber des Landesrekordes ist.

## Sportliche Laufbahn
Erste internationale Meisterschaftserfahrungen sammelte Kevin Mendieta im Jahr 2021, als er bei den U20-Südamerikameisterschaften in Lima in 14,41 s den fünften Platz über 110 m Hürden belegte und mit der paraguayischen Mixed-Staffel über 4-mal 400 Meter in 3:49,51 min auf den fünften Platz gelangte. Im Jahr darauf schied er bei den U20-Weltmeisterschaften in Cali mit 14,25 s in der ersten Runde über 110 m Hürden aus und 2023 verpasste er bei den Südamerikameisterschaften in São Paulo mit 14,57 s den Finaleinzug. Im Jahr darauf schied er bei den Ibero-Amerikanischen Meisterschaften in Cuiabá mit 14,64 s in der Vorrunde über 110 m Hürden aus und mit der 4-mal-400-Meter-Staffel wurde er in 3:17,30 min Sechster. Im September belegte er bei den U23-Südamerikameisterschaften in Bucaramanga mit neuem Landesrekord von 14,17 s den vierten Platz im Hürdensprint und gewann mit der 4-mal-100-Meter-Staffel in 40,42 s die Bronzemedaille hinter den Teams aus Kolumbien und Brasilien. 2025 belegte er bei den Hallensüdamerikameisterschaften in Cochabamba in 8,10 s den sechsten Platz im 60-Meter-Hürdenlauf und Ende April verpasste er bei den Südamerikameisterschaften in Mar del Plata mit 14,45 s den Finaleinzug über 110 m Hürden.

## Persönlichkeiten
- 110 m Hürden: 14,17 s (+0,5 m/s), 29. September 2024 in Bucaramanga (paraguayischer Rekord)
  - 60 m Hürden (Halle): 8,10 s, 23. Februar 2025 in Cochabamba (paraguayischer Rekord)